# إجابات جوجل
إجابات Google أو إجابات جوجل أو إجابات غوغل كانت إحدى خدمات شركة جوجل التي تقدمها في العالم العربي (بدأت أوائل سبتمبر 2009 بشكل غير رسمي بينما أعلن عنها رسمياً في 9 سبتمبر 2009)، وتتمثل في إمكانية طرح المستخدمين لأسئلة في مختلف المجالات وإتاحة الفرصة لمستخدمين آخرين بالإجابة عنها، مما يودي إلى مشاركة الخبرات والحصول على أفضل وأسرع الإجابات. وتلقي 0.52% من زوار جوجل.
وعلى خلاف جوجل آنسرز (Google Answers) التي لا تعمل حاليا، حيث تم إغلاقها في ديسمبر من عام 2006، كانت الإجابات التي يقبلها السائل تكلّف من 2$ إلى 200$، فإنّ إجابات جوجل تستعمل نظام سمعة ومكافآت، معطية الأعضاء فرصة كسب نقاط كتشجيع لمشاركتهم.
تم تحويل موقع إجابات Google للقراءة فقط اعتبارًا من 23 يونيو (حزيران) 2014 بحسب التنبيه الذي أرفقته الإدارة على صفحتها الرئيسة معللة الأمر بوجود بدائل لهذه الخدمة توافرت مؤخراً في مواقع أخرى.

## نظام إجابات جوجل
قامت إجابات جوجل على أساس جمع المشاركين للنّقاط، من خلال إجاباتهم عن الأسئلة الْمطروحة من مستخدمين آخرين للحصول على أفضل الإجابات.
كان يتم تحديد أفضل الْإجابات عن طريق نظام ترشيح يقوم به كل من السّائل والْمستخدمين الآخرين، ويتم ذلك عن طريق التّصويت لأفضل إجابة.
كان يتم تحليل الْأسئلة وتنظيمها حسب الْفئات، والْفئات الثّانوية، والْأوسمة، لتسّهيل عمليّة الْبحث والْإجابة على الْنّاس، وللْإطّلاع على نظام النّقاط اضغط هنا

## حوافز المشاركة
قدمت جوجل عدد من الحوافز للمستخدمين الذين يقومون بالإجابة منها الشهرة أو السمعة لكي يحصل المستخدم على مستويات متدرجة من (جديد) إلى (عالم)، تلك المستويات كانت تؤهله لطرح أسئلة، وتؤهله للحصول على نقاط مقابل التقييم بما يعادل (رقم مستواه مضروباً ×10)، كانت جوجل تفكر في ايجاد آلية جديد لمكافئة المشاركين الذي يحصلون على أعلى النقاط.

## مشاريع مشابهة
توجد خدمات متشابهة تقدمها جوجل في كل من روسيا والصين وأندونيسيا.

## إحصائيات
كانت الغالبية العظمى من إجابات جوجل عبارة عن مشاركات لا موسوعية. تمثل المشاركات الدينية التصنيف الأكثر زيارة، اشتراكاً، أسئلة وإجابات. مع ذلك تعد معظم المشاركات في جميع هذه التصنيفات نوعاً من الدردشة لا غير. من ناحية أخرى عكست المشاركات المعرفية والعلمية مدى ضعف المحتوى العربي حيث احتلت المراتب الدنيا في التصنيفات. الجدول التالي يمثل عينة تم استنباطها بتاريخ 4 سبتمبر 2010.
| التصنيف             | عدد الزوار | عدد الزوار | عدد الزوار | عدد الاشتراكات | عدد الاشتراكات | عدد الاشتراكات | عدد الأسئلة | عدد الأسئلة | عدد الأسئلة | عدد الإجابات | عدد الإجابات | عدد الإجابات | معدل الفعالية |
| ------------------- | ---------- | ---------- | ---------- | -------------- | -------------- | -------------- | ----------- | ----------- | ----------- | ------------ | ------------ | ------------ | ------------- |
| التصنيف             | اليوم      | الشهر      | الإجمالي   | اليوم          | الشهر          | الإجمالي       | اليوم       | الشهر       | الإجمالي    | اليوم        | الشهر        | الإجمالي     | %             |
| الإسلام             | 1378       | 7341       | 516008     | 3              | 26             | 1847           | 74          | 522         | 105967      | 513          | 3327         | 534689       | 32.9          |
| الكمبيوتر والإنترنت | 748        | 3592       | 413120     | 6              | 31             | 1481           | 144         | 922         | 7525        | 511          | 2779         | 31257        | 9.91          |
| الفتاوى             | 1203       | 6076       | 315964     | 2              | 7              | 383            | 21          | 178         | 25074       | 95           | 954          | 118532       | 8.72          |
| القرآن الكريم       | 665        | 3644       | 179110     | 1              | 9              | 324            | 104         | 594         | 16496       | 349          | 2206         | 69987        | 5.64          |
| الحديث الشريف       | 659        | 3565       | 219473     | 1              | 5              | 223            | 105         | 587         | 16163       | 423          | 2214         | 71732        | 5.54          |
| السيرة النبوية      | 727        | 2995       | 185601     | 0              | 3              | 276            | 53          | 295         | 15214       | 178          | 1029         | 68258        | 5.34          |
| الفقه               | 314        | 1537       | 122987     | 1              | 6              | 144            | 41          | 274         | 13011       | 137          | 1111         | 60543        | 4.02          |
| العلوم              | 304        | 1675       | 173268     | 1              | 8              | 386            | 40          | 346         | 6218        | 225          | 1399         | 24061        | 3.8           |
| الرياضيات           | 367        | 2540       | 296339     | 1              | 6              | 313            | 0           | 9           | 2879        | 12           | 74           | 11457        | 3.75          |
| المسيحية            | 339        | 1947       | 201940     | 0              | 1              | 182            | 10          | 47          | 4153        | 68           | 358          | 28293        | 3.1           |
| الفيزياء            | 367        | 2052       | 188033     | 1              | 5              | 198            | 30          | 154         | 4394        | 93           | 515          | 15231        | 2.81          |
| الكيمياء            | 312        | 1775       | 195168     | 2              | 2              | 167            | 1           | 32          | 2891        | 11           | 134          | 9350         | 2.46          |
| علم الفلك           | 177        | 1034       | 139328     | 0              | 1              | 150            | 2           | 17          | 4624        | 8            | 90           | 21295        | 2.45          |
| العبادات            | 247        | 1132       | 94072      | 0              | 2              | 97             | 10          | 78          | 6974        | 39           | 415          | 33223        | 2.44          |
| الصلاة              | 378        | 1525       | 96496      | 0              | 6              | 110            | 11          | 93          | 5328        | 58           | 413          | 23826        | 2.13          |
| اليهودية            | 365        | 1435       | 143246     | 0              | 0              | 61             | 13          | 31          | 2012        | 27           | 126          | 11935        | 1.67          |
| الصوم               | 183        | 1072       | 36524      | 0              | 0              | 42             | 11          | 66          | 1469        | 49           | 282          | 6647         | 0.7           |
| علوم                | 103        | 353        | 44724      | 0              | 0              | 29             | 1           | 2           | 1594        | 5            | 17           | 5669         | 0.7           |
| طب                  | 65         | 264        | 33344      | 0              | 0              | 36             | 0           | 2           | 1248        | 2            | 15           | 4005         | 0.58          |
| رياضيات             | 117        | 291        | 30689      | 0              | 0              | 35             | 1           | 3           | 897         | 4            | 12           | 2465         | 0.49          |
| الزكاة              | 324        | 1219       | 38906      | 0              | 1              | 19             | 7           | 28          | 624         | 11           | 72           | 2641         | 0.46          |
| فيزياء              | 53         | 334        | 17162      | 0              | 0              | 15             | 1           | 1           | 478         | 5            | 6            | 1347         | 0.25          |
| الفلك               | 18         | 140        | 9213       | 0              | 0              | 10             | 1           | 2           | 323         | 2            | 4            | 1260         | 0.16          |

## مشاكل في آلية الموقع

### غياب الإشراف

إحصائية 27/12/2012 توضح مدى انزعاج أعضاء الموقع من آلية عمل الإشراف - قام بالتصويت عليها 100 عضو -.

مُنذ بدء النُسخة العربية لجوجل إجابات عام 2009 والإشراف كان لا يزال متواجداً ولكن بصورة غير قادرة على التحكم أو إرضاء التنوع الثقافي والاجتماعي. في منتصف 2011 اصطدم بمعارضات عنيفة من قِبل بعض الأعضاء الذين كانوا يتذمرون لسجن عضوياتهم، وحذف أسئلتهم مُستغلين بذلك ثغرة برمجية يقومون بها بتكرار السؤال الواحد عشرات المرات في الدقيقة الواحدة مما يؤدي إلى تخريب الصفحة الرئيسية للموقع.[بحاجة لمصدر] قام الإشراف بدوره حيث سد الثغرة بعد بضعة أيام مِن استغلالها، ثم أخذ ينسحب تدريجياً من الموقع حتى أصبح الموقع شبه خالي من الإشراف والمراقبة. الأمر الذي سبب الكثير من الامتعاض والاستياء من قِبل الكثير من مُستخدمي الموقع.

### الحذف الخاطئ للأسئلة
في 4 يناير 2014، نشر أحد مستخدمي موقع Arabia IO صورة لحذف الموقع لسؤال كان نصه «ماهي أقسام أو فصول رواية البؤساء» كونه من نوع «غير قانوني» تحت عنوان «إجابات غوغل من "سيء" إلى أسوأ»، واستقبلت المشاركة بالتقييم العالي كما انتقد أحد المعلقين الموقع قائلًا «جوجل اجابات هو مكان للصراع الديني/المذهبي أي سؤال خارج الصراع هو غير قانوني ويؤدي للحذف».

### الدردشة والمشاركات غير الهادفة
كانت هذه المشكلة متواجدة حتى مع وجود الإشراف ولكن بشكل أقل ثم ما لبثت بالتعاظم بعد توقف المشرفين، مما أعطى مساحة واسعة لاستخدام الموقع للترفيه وَالدردشة والتواصل الاجتماعي.

### المشاركات الطائفية والمعتقداتية
وهي تشتد غالباً بين الدينيين واللادينيين باعتبار أن غالبية المجتمع العربي من المسلمين غير قادر على التأقلم مع سياسات الموقع وبالتالي التحسس الشديد من وجود فئات غير دينية وخاصة الملحدين. بين الدينيين أيضاً يحتدم الصراع بين الإسلام، المسيحية، السنة وَالشيعة، وغيرها من الحروب الطائفية والمشاركات العنصرية.[بحاجة لمصدر]

### الصور الاباحية
انتهز بعض المُسيئين والمُخربين غياب المشرفين بنشر صور اباحية في كُل سؤال بشكل سريع مما يجعل الموقع مُتكدس بهذه الصور، هذا الشيء سبّب عزوف الكثير من الأعضاء عن الموقع، ومقاطعته. ويجدر الذكر أن الاشراف عادةً ما يحذف جميع الصور الاباحية من الموقع لكنه يتأخر بفعل ذلك لساعات، وأحياناً لأيام.

### الإساءات
قد تكون هذه الظاهرة ازدادت مباشرة بعد غياب الإشراف ولكن يبدو أنها عادت للاستقرار مرة أخرى ولو بشكل نسبي. مثلاً قد تُشَن حملات كاملة ضد عضويات مُعيّنة لمآرب شخصية يقوم بها أعضاء آخرون. وعادةً ما يتخذ الأعضاء إما موقف التجاهل ضد هذه الإساءات أو الرد بالمثل. وهذه النقطة طالما سببت إحراج للمستخدمين خصوصاً الجنس النسوي.
الإساءة إلى المُقدسات والمعتقدات والبلدان والشعوب أيضاً لها نصيب الأسد. لكن ربما كان بعضها عبارة عن ردود أفعال ناجمة عن عمليات الحظر العشوائي والذي قد يبدو متحيزاً من الناحية الدينية على نحو خاص.

## انتقادات
بالرغم من السياسات الواضحة التي وضعت من قبل الموقع إلاّ أن نسبة ضئيلة من المشاركين يحاولون التقيد بها. هذا أدى بدوره إلى عمليات عشوائية في طرح الأسئلة، الرد عليها وتصنيفها. حاول القائمون على إجابات Google تطوير الموقع وإضافة شجرة تصنيفات حاوية لكل ما يمكن البحث عنه تيمناً في تحسين الأداء. ازدادت شكاوى المساهمين من حذف مشاركاتهم تلقائياً بمجرد التصويت بالأغلبية (ما يسمى الإبلاغ عن إساءة الاستخدام). أدّت هذه الوظيفة من ناحية أخرى إلى انتهاز الفرض والإبلاغ عن إساءة الاستخدام خاصة بمن تعد مشاركاتهم ضد الفكر الديني وأحياناً أخرى لكونها مشاركات من نوع دردشة. للتقليل من هذه المشاكل أضافت Google إجابات مؤخراً ميزة الرسائل الخاصة حيث لا يمكن الاطلاع عليها من طرف ثالث، وبالتالي ضمان وصولها للطرف الآخر كنوع من النقاش الخاص.
هناك عيوب أخرى شكّلت سلاحاً ذا حدين في الموقع منها:
- إغلاق الإجابات باختيار أفضل إجابة من قبل السائل تسببت في بقاء العديد من المشاركات الخاطئة وربما المضللة غير القابلة للمراجعة. الحجة كانت أن السائل حر في اختيار إجابته بغض النظر عن مدى صحتها. هذا أدّى لظهور هذه المشاركات في طليعة محرك البحث الخاص بجوجل.
- الاقتباس العشوائي من مواقع ومنتديات مختلفة على رأسها ويكيبيديا العربية. السبب الرئيس في ذلك ربما كان تسابق المشاركين للرد على السائل وبالتالي الحصول على مكافأة أفضل إجابة أو سجل سمعة. يمكن معرفة ذلك من سجلات السمعة الخاصة بمن وصلوا لأعلى نقاط ومراجعة بدايات مشاركاتهم (طالع هنا).
- ميزات السمعة والنقاط أيضا خلقت تنافساً لا وديّاً بين المساهمين وبالتالي التصويت لأفراد ضد آخرين لمجرد اتفاق أو اختلاف في الرأي والصداقة.
- خاصية عدد المتابعين أيضا حيث ترفع من السمعة لكل متابع بمقدار أكثر من ضعف أفضل إجابة وبالتالي تمكين المشاركين للرقي في المستويات بشكل أسرع بكثير حتى مع عدم إجاباتهم إطلاقاً. في الحقيقة يمكن الوصول حتى درجة عالم بمجرد متابعة مستخدمين عددهم 820 للفرد المراد الوصول به حتى مع عدم مشاركته. كانت هذه المشكلة قد تسببت في إنشاء حسابات مجهولة الهدف منها زيادة عدد المتابعين ولكن حاول القائمون على إجابات Google التقليل من هذه الظاهرة وحذف أكبر عدد من المتابعين المجهولين الذين يشتركون في نفس معلومات بروتوكول إنترنت.
- تمكن بعض المشاركين من سرقة كلمات المرور والتلاعب بهم من خلال إنشاء مواقع وهمية لها سمات إجابات جوجل.[13]
- استغلال بعض الثغرات في الموقع لمجرد التسلية مثل طرح سؤال بدون عنوان كي لا يتمكن الآخرون من الوصول إليه بدون معرفة مسبقة للرابط (مثل هذا). في الحقيقة يستطيع من لديهم خبرة كافية بعرض مصدر لغة ترميز النص الفائق معرفة الرابط والوصول إليه بالنهاية بغض النظر عن عدم ظهور العنوان. هناك أيضا ثغرات أخرى يمكن استغلالها عبر تنشيط أوامر نصية بلغة جافا سكريبت لأداء مهمام خاصة قد تعد خارقة لدى البعض.

## تحويل الموقع للقراءة
مع نهاية مايو 2014، وُضع إعلان قابل للضغط في أعلى جميع صفحات إجابات Google، وقد كان ينص على أن الموقع سيتحول لموقع للقراءة فقط اعتبارًا من 23 يونيو 2014.
عند الضغط على الإعلان، تظهر صفحة تحتوي على أسئلة وأجوبة. بيَّنت الصفحة سبب إغلاق الخدمة؛ 
 كما أشارات إلى إمكانية المستخدمين المشاركين استخراج بياناتهم عن طريق Google Takeout.
لم تغلق Google خدمة إجابات العربية فقط، بل أغلقت بنفس الوقت ولنفس الأسباب الموضَّحة جميع خدمات الإجابات لديها والتي تشمل أوتفرتي الروسية، وبارازا الإنگليزية الموجه للدول الأفريقية، وتانيا جواب الإندنوسية، وگورو التايلندية، وGiải Đáp الفيتنامية، ووِندا الصينية.

## وصلات خارجية
- موقع إجابات جوجل
- مدونة مجرد إشكالات وتساؤلات: مصطلح «المقوقل» في المعجم العربي